# 今のキミを忘れない
「今のキミを忘れない」（いまのキミをわすれない）は、日本のミュージシャンナオト・インティライミの4枚目のシングル。2011年2月16日発売。発売元はユニバーサルミュージック。

## 概要
- 女優の北川景子出演のSony Ericsson“Cyber-shot ケータイ S006CMタイアップ曲。楽曲を書き下ろす際、ナオトはピアノの譜面台に北川景子のCM用の写真を置いて作曲をした[1]。

## 収録曲
全作詞作曲：ナオト・インティライミ
1. 今のキミを忘れない [4:26]
2. HACHA★MECHA [3:25]
3. 今のキミを忘れない [KARAOKE][4:05]
4. HACHA★MECHA [KARAOKE][3:21]

## 収録アルバム
- 2nd『ADVENTURE』（2011年5月11日）

## タイアップ
- 今のキミを忘れない：Sony Ericsson“Cyber-shot ケータイ S006”CM曲

## カバー
2012年に歌手のBENIが発表したアルバム『COVERS』でカバーしている。
2018年に大宮北特別支援学校が中学部卒業テーマソングにしている。